# Queen Omega
Дженейл Осборн (нар. бл. 1981), більш відома як Queen Omega — співачка реггі, яка народилася в Тринідаді.

## Життєпис
Осборн народилася 1981 року в Сан-Фернандо, Тринідад і Тобаго. Після співу в гуртах каліпсо та сока вона звернулася до реггі та почала виконувати рутс-реггі під впливом її прийняття растафаріанства. Вона оселилася в Англії, де почала записуватись у 2000 році, випустивши свій однойменний дебютний альбом у 2001 році, і перейшла до роботи з лейблом Green House Family.
Її другий альбом Pure Love вийшов у 2003 році. У 2004 році виступила на фестивалі «Повстанський салют». Її третій альбом «Away From Babylon» вийшов у 2004 році, а «Destiny» — у 2005 році. У 2008 році вона виступала на багатьох фестивалях реггі в Північній Америці, виступаючи хедлайнером фестивалю Northwest World Music в Юджині, штат Орегон. У 2009 році вона відвідала Бразилію та Францію. У 2010 році Queen Omega записала з Джа Саном його міні-альбом Gravity і гастролювала з Марсією Гріффітс.

## Дискографія
- Queen Omega (2001), Jet Star
- Pure Love (2003), Green House Family / Jet Star
- Away From Babylon (2004), Charm / Jet Star
- Destiny (2005), Nocturne / Special Delivery
- Servant of Jah Army (2008), Ariwa
- Together We Aspire, Together We Achieve (2012), Greatest Friends Records